# あずべあ!!
あずべあ!!は、音泉にて配信されていたAZクリエイティブのインターネットラジオ番組。パーソナリティは、荻原秀樹とAyumi.が担当していた。姉妹番組となる魁☆早稲田丸!! ～あずりすぎてよかですか？～と同時に2014年3月20日に告知され、翌月の4月8日より配信が始まった。
ジャンルを超えたバラエティ番組として、第2回から最終回直前の第88回配信まで毎週、声優や歌手などさまざまなゲストを迎えてのトークを行った。
番組開始時、毎回異なる長い口上によるパーソナリティの自己紹介が定番となっており、普段は構成作家が内容を考えているが、リスナーからの募集も行っていた。
2015年12月15日配信の第88回で、次回の配信をもって最終回となることが発表され、12月22日配信の第89回で最終回を迎えた。
その後2016年4月30日、阿佐ヶ谷ロフトAにてイベント「あずべあ!!『生』」が開催されることになった。出演者は荻原、Ayumi.の他、構成作家のミック宮川、ゲストとして金月真美と大久保藍子。

## 番組概要
- 配信期間：2014年（平成26年）4月8日 〜 2015年（平成27年）12月22日
- 配信サイト（配信日）：音泉（火曜日）
- 収録時間：約50分
- スポンサー：AZクリエイティブ
- パーソナリティ：荻原秀樹・Ayumi.
- 構成作家:ミック宮川

## コーナー
Welcome to az-bear!!
ゲストを迎えてのトーク。
妄想大暴走!!
リスナーの妄想を募集し、紹介していく。
ありがちなコーナー
ラジオ番組でよく行われる「ありがち」なコーナーを週替わりで行う。
あるあるネタ/ないないネタ
ありがちな、あるいは逆になさそうなネタを募集する。
ハッピー☆オッピー
番組開始時の、パーソナリティふたりの口上を募集、採用されると実際に使われる。
かくれんぼワーズ
ある単語や言葉の中に、別の言葉が隠されているケースを募集する。
New name of 荻さん/New name of Ayumi.
パーソナリティの新しい愛称、ニックネームを考える
青春の汗るゼ！！
冷や汗をかいた瞬間を募集する。
「あなたのショクシュ」なんですか？
リスナーの触手が動くような好物についてのネタを募集する。
Ayumi.の元気出せよ!
落ち込んだり悩みがあったりするリスナーからのメールに対し、元気が出るようにAyumi.が回答する（荻原が回答することもある）。
あれなコーナー
リスナーからの、通常は答えにくい質問に荻原とAyumi.が答える。本来はCD特別編のためにメールが募集されていたが、番組終了にあたり、最終回となる第89回で行われた。

## ゲスト

### 通常配信でのゲスト

#### 2014年
| 配信回 | 配信日         | ゲスト                                       | 備考       |
| ------ | -------------- | -------------------------------------------- | ---------- |
| 第2回  | 2014年4月15日  | 若林直美                                     |            |
| 第3回  | 2014年4月22日  | 松本邦彦（corvettes）、TAKA（PINK SAPPHIRE） |            |
| 第4回  | 2014年4月29日  | 朝樹りさ、篠宮沙弥                           |            |
| 第5回  | 2014年5月6日   | 櫻井浩美                                     |            |
| 第6回  | 2014年5月13日  | 黒田崇矢                                     | 荻原が欠席 |
| 第7回  | 2014年5月20日  | 西口杏里沙、湯浅かえで                       | 荻原が欠席 |
| 第8回  | 2014年5月27日  | 稲村透                                       |            |
| 第9回  | 2014年6月3日   | 小暮英麻、小野涼子                           |            |
| 第10回 | 2014年6月10日  | 大橋隆昌                                     |            |
| 第11回 | 2014年6月17日  | さとう実琴                                   |            |
| 第12回 | 2014年6月24日  | AiRI                                         |            |
| 第13回 | 2014年7月1日   | 歩河みぃな                                   |            |
| 第14回 | 2014年7月8日   | 柳英一朗(Astilbe × arendsii)                 |            |
| 第15回 | 2014年7月15日  | yumico、タナカノブマサ                       |            |
| 第16回 | 2014年7月22日  | 民安ともえ                                   |            |
| 第17回 | 2014年7月29日  | 華憐、Dang(電気式華憐音楽集団)               |            |
| 第18回 | 2014年8月5日   | 上村彩子、藤井アユ美                         |            |
| 第19回 | 2014年8月12日  | 瑞沢渓、小林眞紀                             |            |
| 第20回 | 2014年8月19日  | 宮下栄治                                     |            |
| 第21回 | 2014年8月26日  | Prico                                        |            |
| 第22回 | 2014年9月2日   | 森永麻衣子                                   |            |
| 第23回 | 2014年9月9日   | 二ノ瀬あゆ、なるみ（アイドルのたまご学院）   |            |
| 第24回 | 2014年9月16日  | 宍戸留美、蝦名恵                             |            |
| 第25回 | 2014年9月23日  | 岡本麻弥                                     |            |
| 第26回 | 2014年9月30日  | にゃー（にゃんぷりーと）                     |            |
| 第27回 | 2014年10月7日  | 麻宮騎亜                                     |            |
| 第28回 | 2014年10月14日 | やなせなつみ                                 |            |
| 第29回 | 2014年10月21日 | 佐倉紗織（ave;new）                          |            |
| 第30回 | 2014年10月28日 | 霜月はるか                                   |            |
| 第31回 | 2014年11月4日  | 小林英樹（OUTLET BANDS）、稲村透             |            |
| 第32回 | 2014年11月11日 | ロア健治                                     |            |
| 第33回 | 2014年11月18日 | 市川咲（asfi）                               |            |
| 第34回 | 2014年11月25日 | 立野真琴                                     |            |
| 第35回 | 2014年12月2日  | 伴大介、井上貴恵（KNU）                      |            |
| 第36回 | 2014年12月9日  | 結月春菜                                     |            |
| 第37回 | 2014年12月16日 | 大久保藍子                                   |            |
| 第38回 | 2014年12月23日 | 椎名へきる                                   |            |
| 第39回 | 2014年12月30日 | 黒田崇矢                                     |            |

#### 2015年
| 配信回 | 配信日         | ゲスト                                           | 備考 |
| ------ | -------------- | ------------------------------------------------ | ---- |
| 第40回 | 2015年1月13日  | 儀武ゆう子                                       |      |
| 第41回 | 2015年1月20日  | 佐野尚美                                         |      |
| 第42回 | 2015年1月27日  | 中本順久                                         |      |
| 第43回 | 2015年2月3日   | Julie Watai                                      |      |
| 第44回 | 2015年2月10日  | 金月真美                                         |      |
| 第45回 | 2015年2月17日  | 河崎実                                           |      |
| 第46回 | 2015年2月24日  | 飛蘭                                             |      |
| 第47回 | 2015年3月3日   | 須藤沙織                                         |      |
| 第48回 | 2015年3月10日  | 榊原ゆい                                         |      |
| 第49回 | 2015年3月17日  | テンテンコ（元BiS）                              |      |
| 第50回 | 2015年3月24日  | 吉田真太郎（クロン代表取締役）、月森健一（Wyse） |      |
| 第51回 | 2015年3月31日  | AiRI                                             |      |
| 第52回 | 2015年4月7日   | 金月真美                                         |      |
| 第53回 | 2015年4月14日  | 小詠～coyomi～                                   |      |
| 第54回 | 2015年4月21日  | 井上遥乃、拝真之介                               |      |
| 第55回 | 2015年4月28日  | 瑞沢渓                                           |      |
| 第56回 | 2015年5月5日   | 大野まりな                                       |      |
| 第57回 | 2015年5月12日  | おおしたこうた                                   |      |
| 第58回 | 2015年5月19日  | 坂本千夏                                         |      |
| 第59回 | 2015年5月26日  | マー、Rock'A                                     |      |
| 第60回 | 2015年6月2日   | ゆうぞう、かでなれおん                           |      |
| 第61回 | 2015年6月9日   | 松田颯水、いいだゆか                             |      |
| 第62回 | 2015年6月16日  | 柴紅音、渡邊智博                                 |      |
| 第63回 | 2015年6月23日  | 宮下栄治                                         |      |
| 第64回 | 2015年6月30日  | 秦佐和子                                         |      |
| 第65回 | 2015年7月7日   | 早瀬莉花                                         |      |
| 第66回 | 2015年7月14日  | 大野まりな                                       |      |
| 第67回 | 2015年7月21日  | 霜月はるか                                       |      |
| 第68回 | 2015年7月28日  | 白石稔                                           |      |
| 第69回 | 2015年8月4日   | ロア健治                                         |      |
| 第70回 | 2015年8月11日  | やなせなつみ、壱智村小真                         |      |
| 第71回 | 2015年8月18日  | なかせひな                                       |      |
| 第72回 | 2015年8月25日  | 岡本麻弥                                         |      |
| 第73回 | 2015年9月1日   | 望月英                                           |      |
| 第74回 | 2015年9月8日   | 大久保藍子                                       |      |
| 第75回 | 2014年9月15日  | Prico                                            |      |
| 第76回 | 2014年9月22日  | にゃー（にゃんぷりーと）                         |      |
| 第77回 | 2015年9月29日  | AiRI、bamboo（milktub）                          |      |
| 第78回 | 2015年10月6日  | 本井えみ                                         |      |
| 第79回 | 2015年10月13日 | 中西優香                                         |      |
| 第80回 | 2015年10月20日 | 早乃香織                                         |      |
| 第81回 | 2015年10月27日 | 平川大輔                                         |      |
| 第82回 | 2015年11月3日  | 小田敏充                                         |      |
| 第83回 | 2015年11月10日 | まついえつこ                                     |      |
| 第84回 | 2015年11月17日 | タブレット純                                     |      |
| 第85回 | 2015年11月24日 | クサノユウキ、柳英一朗                           |      |
| 第86回 | 2015年12月1日  | Coco（Die Milch）                                |      |
| 第87回 | 2015年12月8日  | やなせなつみ、酒井敏之（朝日新聞社メディアラボ） |      |
| 第88回 | 2015年12月15日 | AZボス（番組エグゼクティブプロデューサー）       |      |

### CD特別編でのゲスト
| CDタイトル        | 発売日        | ゲスト     | 備考                                                                                            |
| ----------------- | ------------- | ---------- | ----------------------------------------------------------------------------------------------- |
| あずべあ!! 無修正 | 2015年8月14日 | 瀧本富士子 | 「Welcome to Ayu-beya!!」というコーナー名で、夫である荻原不在の場にてAyumi.とトークを行っている |

## 関連商品
コミックマーケットの音泉ブースで先行発売、その後音泉の通販サイト、一般量販店で発売。
| タイトル          | 初販売                             | 内容 |
| ----------------- | ---------------------------------- | --- |
| あずべあ!! 無修正 | 2015年8月14日 コミックマーケット88 | 「オギンギン's Bar」（荻原と番組スタッフのトーク） Welcome to Ayu-beya!!（Ayumi.と、瀧本富士子をゲストに迎えてのトーク） WASEDAでチャチャ（録り下ろし新曲） 第1回〜第51回配信分までのオープニングトーク集（MP3形式） |

## 主題歌
- 『WASEDAでチャチャ』[4]
  - 唄 - タコマ&オギンギン（Ayumi.&荻原秀樹）/ 作詞・作曲 - ミック先生（ミック宮川） / 編曲 - 柳英一朗